# Fort Saint-Pierre (Ukraine)
La Fort Saint-Pierre (en ukrainien : Петрiвська Фортеця, Petrivska Fortetsia) est une forteresse construite en 1731 selon le modèle de la Ligne ukrainienne. Elle est située dans le village de Petrivske, district de Izioum, Oblast de Kharkiv. Elle porte son nom en l'honneur de saint Pierre.

## Historique
La forteresse Saint-Pierre faisait partie du système de fortifications de la Ligne ukrainienne, construit entre 1731 et 1742 pour protéger les frontières sud de l'Empire russe des attaques des Tatars de Crimée et de l'Empire ottoman. Selon le traité de 1654, l'Ukraine était dans une alliance militaire avec la Russie, mais après de nombreuses violations du traité par la Russie, les cosaques ukrainiens, qui ont construit cette forteresse, se sont souvent rebellés. La Ligne ukrainienne comprenait 16 forteresses, un rempart en terre et des douves sèches, fortifiés par une palissade, des redoutes, un redan, un blockhaus et des avant-postes. La forteresse est en terre, de plan rectangulaire, avec quatre bastions. La cour s'étend sur plus de 1,4 hectare. La longueur le long de la crête du rempart est d'environ 880 m. La hauteur du rempart est de 3,5 m. Au centre de la cour, on trouve les traces d'un puits. L'entrée se situe dans la courtine nord, tandis que celle du sud est renforcée par un ravelin orienté vers le Donets,,.